# Anna Gardell-Ericson
Pour les articles homonymes, voir Gardell et Ericson.
Anna Gardell-Ericson, née le 10 octobre 1853 à Visby et morte le 2 juin 1939 à Stockholm, est une peintre et aquarelliste suédoise. Elle se spécialise dans les scènes côtières et les paysages avec lacs ou rivières.

## Biographie
Anna Maria Gardell naît le 10 octobre 1853 à Visby. Elle est la fille de Johan Gardell, un agent administratif local et de Emma Gardell, née Nyberg. Elle a un frère et deux sœurs plus jeunes qu'elle.
À l'âge de quinze ans, elle commence à peindre et fait preuve d'un talent suffisant pour qu'elle soit envoyée en Suisse pour commencer ses études. Elle étudie plus tard avec le peintre Per Daniel Holm (en) à l'Académie royale des beaux-arts de Suède à Stockholm et fait ses débuts à l'une des expositions de l'Académie en 1875. L'année suivante, elle remporte une médaille de bronze à l'exposition universelle de Philadelphie,.
En 1879, elle se rend à Paris pour poursuivre ses études avec Alexandre-Louis Leloir et Ferdinand Heilbuth et copie les aquarelles de Camille Corot. Elle a une exposition importante au Salon en 1882 et, en conséquence, reçoit un contrat d'une valeur de 1 000 francs par mois des marchands d'art Goupil & Cie. Le 4 août de cette même année, elle épouse Johan Ericson (sv) (1849-1925), un peintre paysagiste de Karlshamn, dans le 17e arrondissement de Paris,. Elle devient également membre de la société d'art de la Dudley Gallery (en).
Son mari et elle vivent en France jusqu'en 1884, date à laquelle une épidémie de choléra éclate à Paris. Ils retournent en Suède et s'installent à Göteborg. Là-bas, elle expose régulièrement à la Gummeson Gallery (en) et avec plusieurs associations artistiques. Elle y expose essentiellement des aquarelles. Gardell-Ericson expose son travail au Palais des Beaux-Arts lors de l'Exposition universelle de 1893 à Chicago, dans l'Illinois.
Elle est morte dans sa demeure de Stockholm le 2 juin 1939 à l'âge de 85 ans.

## Galerie

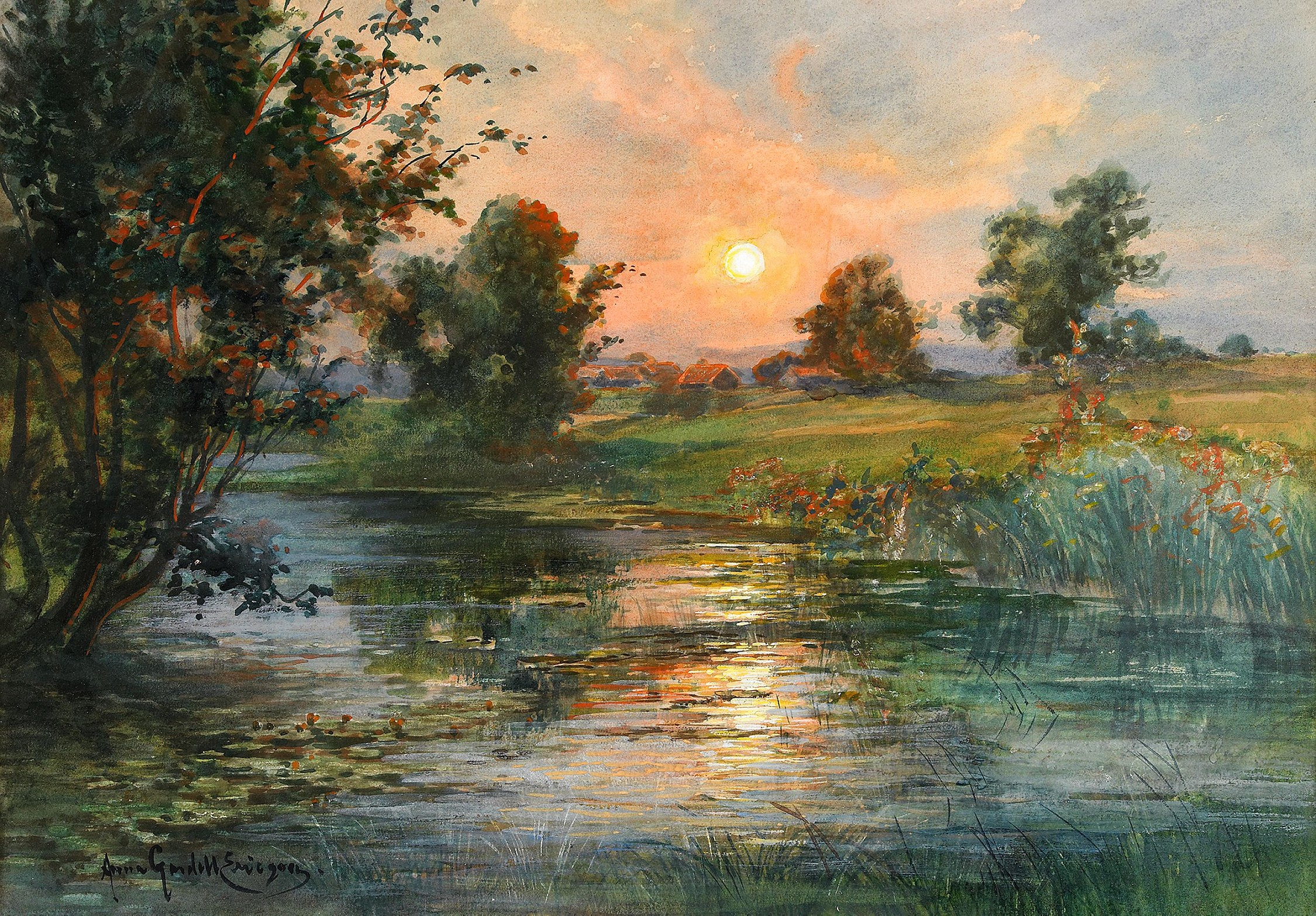
Lever de soleil
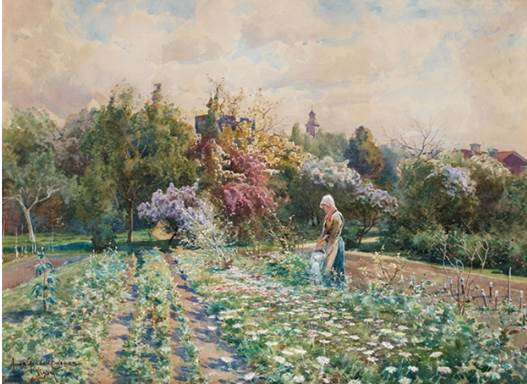
Champ de fleurs à Visby
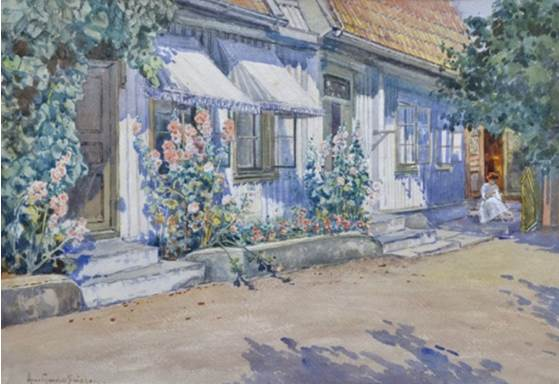
Vue sur la rue avec femme brodeuse et roses trémières
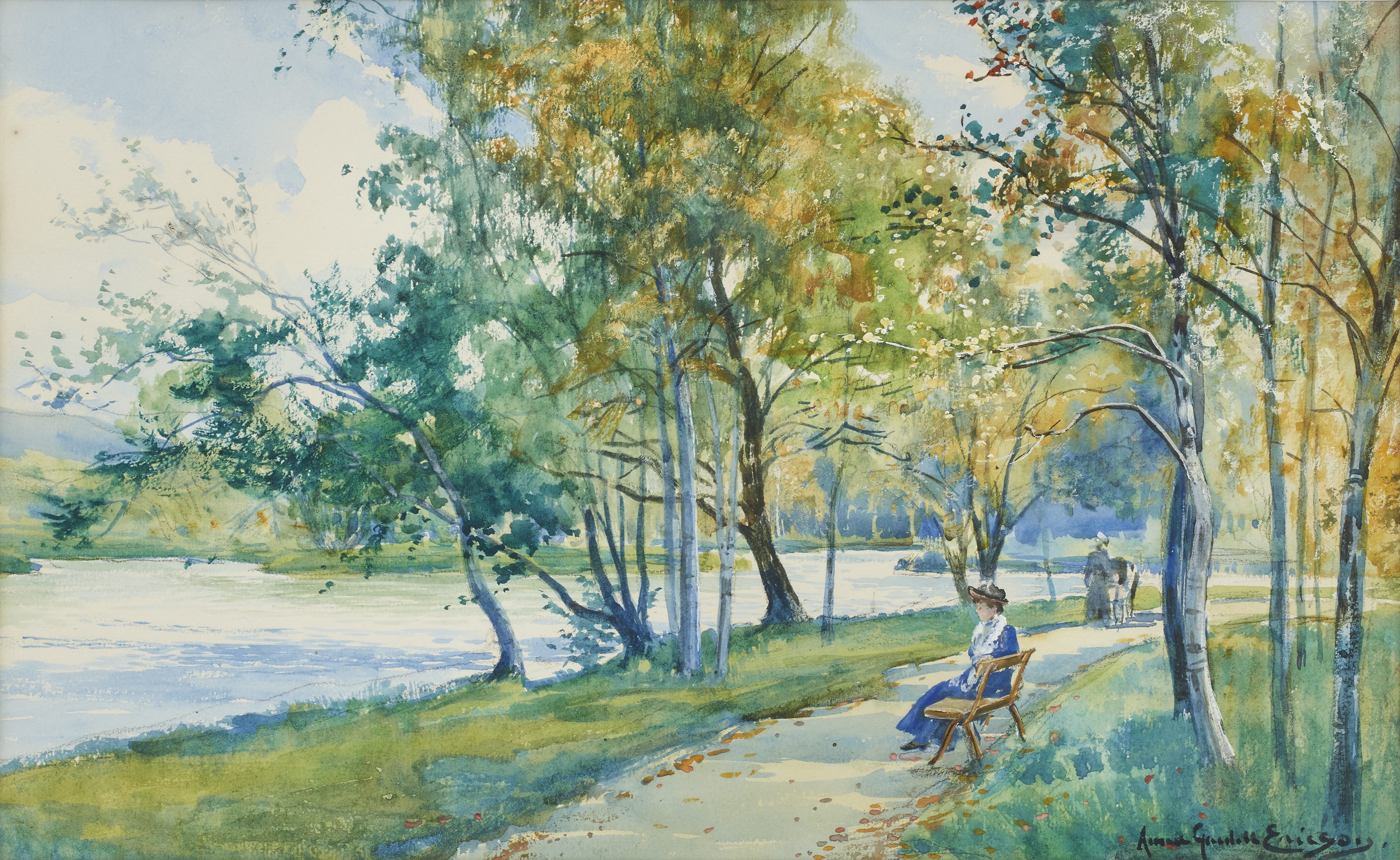
Parc
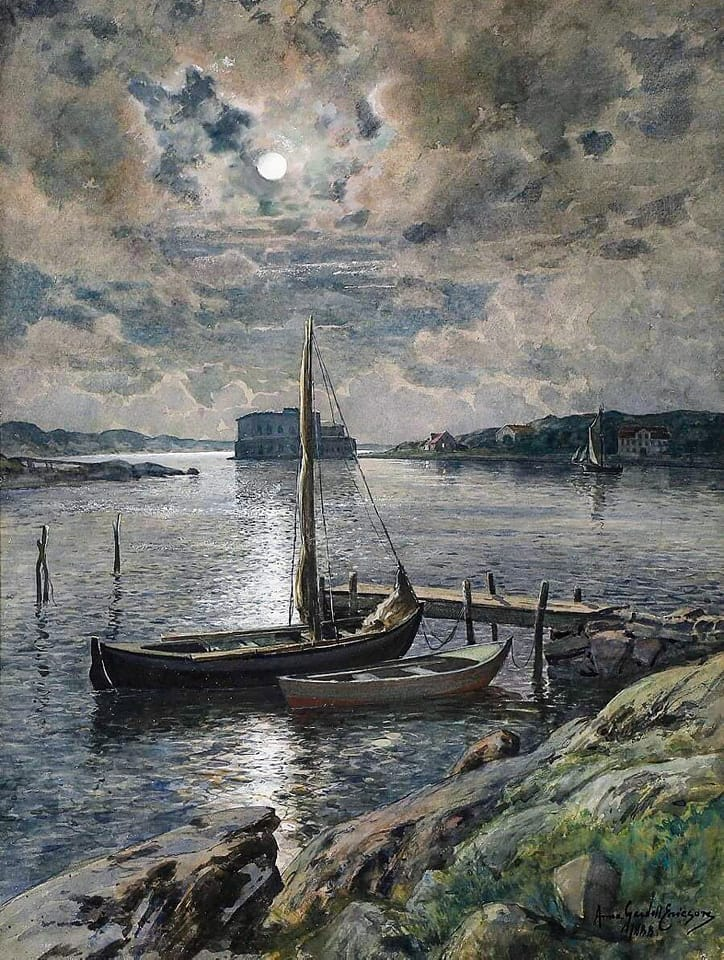
Port au clair de lune